# Nicolas Dorbay
Nicolás d'Orbay, también escrito Nicolás Dorbay (París, 30 de octubre de 1678-ibídem, 24 de junio de 1742), fue un arquitecto francés que trabajó en la primera mitad del siglo XVIII, recordado en especial por sus trabajos en las residencias de los duques de Lorena, en el castillo de Lunéville (a partir de 1708) y en el castillo de Commercy (1708-1710).

## Biografía
Nicolás pertenecía a una familia de maestros albañiles y empresarios parisinos: su abuelo, François I d'Orbay había sido síndico de la corporación de los maestros albañiles de París; su padre, Jean d'Orbay había sido empresario de los edificios del rey; y su tío, François II d'Orbay, arquitecto del rey.
Fue dibujante en el estudio de Jules Hardouin-Mansart en 1700. Firmó por primera vez en los registros de la Academia real de arquitectura el 5 de enero de 1705. Era controlador de los edificios del rey en 1705.
Recibió un permiso para servir al duque de Lorena. Estuvo en Lunéville en 1708, donde participó en la construcción del castillo de Lunéville. Participó también en la construcción del castillo de Commercy para el príncipe de Vaudémont. Entre 1713 y 1726, estuvo domiciliado en París, en la rue Poissonnière. Compró una casa en la rue du Vertbois en 1719. En 1722, construyó la casa de Madame de Lavergée, en la esquina de Taranne y Saint-Benoît.
Recibió su diploma de arquitecto de la 2.ª clase de la Academia en marzo de 1718 y el de 1.ª clase en 1728.
Entre 1733 y 1736, construyó el hotel Rivié, n.º 30-32 de la rue du Sentier, para Étienne Rivié, Gran Maestro de Aguas y Bosques de Île-de-France. La decoración de las fachadas fue esculpida por Nicolás Pineau. El hotel fue sobreelevado con dos plantas en 1833-1845.
Entre 1736 y 1742, fue controlador de los edificios del rey en el castillo de Compiègne. Dirigió el sitio de construcción de las alas que limitan los patios de la Capilla, de las Bombas y del Invernadero.
En 1738 fue uno de los arquitectos del duque de Richelieu y puso a punto los trabajos decorativos en su hotel del n.º 21 de la plaza de los Vosgos. En 1739, construyó grandes edificios para las Damas de Bon Secours, en la rue de Charonne.
Fue nombrado caballero de la Orden de San Miguel el 9 de noviembre de 1738.